# GNU GLOBAL
GNU GLOBAL，是一個軟體工具，用來作程式碼標籤，以利於閱讀程式碼。可以運作在多種不同環境（如GNU Emacs，Vim，GNU less，GNU Bash或網頁瀏覽器等），讓使用者可以尋找到程式碼中的某個特定對象，而且在程式碼中來回移動。功能類似於ctags，etags或cscope。
GNU GLOBAL是自由軟體，以GPL條款釋出，由GNU計劃維護。